# 伊賀氏広

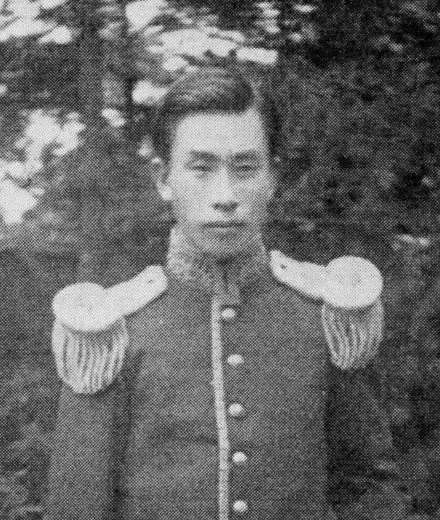
伊賀氏広

伊賀 氏広（いが うじひろ、1886年（明治19年）9月18日 - 1966年（昭和41年）2月25日）は、日本の飛行機製作の先駆者、華族（男爵）。伊賀家の当主。南部信俊の父。妻は岩村通俊（男爵・旧家臣系）の娘の北子。子に伊賀氏英。

## 来歴
山内容堂の弟・山内豊盈の子として現在の高知県高知市に生まれる。宿毛（現・宿毛市）の旧領主だった伊賀家12代氏成（伊賀陽太郎）の養子になる。1895年（明治28年）宿毛尋常高等小学校（前身は伊賀家が設立した藩校）に転入学し、尋常科を卒業。引き続き高等科に進んだ。1897年（明治30年）6月、養父氏成の死去に伴い家督を相続する、高等科2年生在学中の1898年（明治31年）に東京市に移り住み、高等師範学校附属小学校（現・筑波大学附属小学校）に転入した。1899年（明治32年）高等師範学校附属小学校高等科を卒業した。
1900年（明治33年）5月9日、養父の勲功により男爵を叙爵。1904年（明治37年）東京高等師範学校附属中学校（現・筑波大学附属中学校・高等学校）を卒業した。東京美術学校（現・東京芸術大学）に入学するも1907年（明治40年）に中退した。翌年、一年志願兵として陸軍に入り近衛騎兵第1連隊に所属。この間の軍の演習中に、飛行機による偵察に興味を持ち、飛行機の研究を始めたとされる。
1910年（明治43年）4月、日野熊蔵と徳川好敏により日本航空機初飛行が行われた。ただし両者の飛行はともに輸入された外国製飛行機である。東京市小石川区宮下町（現在の東京都文京区千石）の伊賀家屋敷に閉じこもり、飛行機制作に必要な学問に関する洋書を読み漁り、「浮揚面を傾斜せしめて進行し、翼の裏面に風圧を受けて空中に浮揚すべき構造」の双葉飛行機模型を製作してゴム動力により飛行に成功する。東京帝国大学教授田中舘愛橘の奨めにより、9月に「伊賀式双葉空中飛行機」の名で特許を取得する。新聞各紙で大々的に報じられ、日野熊蔵、徳川好敏、都築鉄三郎、磯部鉄吉、徳永熊雄（陸軍気球連隊隊長）、山田猪三郎、奈良原三次、中島知久平、榊原郁三、太田祐雄ら、同じく新時代の科学技術黎明期の当時の日本で、飛行機制作、操縦、その他の機械技術を研究を志す者と交流を深める。太田はのちに、氏広の飛行試験を手伝っているときに負傷している。これら、以降も航空機研究と制作にかかった資金は、基本的に伊賀家の私財である。またこの年、日本飛行機協会（のちの日本航空協会）を設立。仮の事務所を伊賀家屋敷として、主に資金面での協力者を探すが難航する。
1911年（明治44年）、竹製の構造の翼を持つ「伊賀式滑空機」を完成させた。3月に東京の板橋町にあった板橋競馬場にて自動車の牽引による試験を行ったが、競馬場の地表面の凹凸で車輪を破損し、飛行には失敗した。氏広はただちに動力飛行機の制作を始め、雑誌『科学世界』の発行主柳原喜兵衛からの資金援助の申し出を受けた。エンジンは大阪の島津楢蔵（国産オートバイの先駆）が制作した。このエンジンは航空機用発動機として日本最初のものとなる。12月に全長8m・純国産第1号の単葉飛行機「伊賀式舞鶴号」を完成させた。12月24日に東京の代々木練兵場（現・代々木公園。1年前に日本の航空機初飛行をした場所）にて、田中館愛橘や徳川好敏ら飛行機研究の同士の面々、新聞各社の立ち合いで離陸・滑空に臨んだが、島津楢蔵制作の3気筒発動機の1気筒が動かず、馬力不足で滑走のみとなり、飛行には至らなかった。機体は日野熊蔵が引き取り「日野式3号機」として翌年も改良と試験が行われたが、飛行に成功することはなかった。1912年頃、飛行機研究による莫大な散財を主な理由として、親族一同の反対により飛行機研究を断念する。構想していた「伊賀式複葉機」は完成に至らなかった。
1913年（大正2年）春、伊賀氏旧領で故郷である宿毛に帰り、1930年（昭和5年）まで16年間一町民として暮らす。この間、消防組頭（後の消防団）となり、装備の近代化をてがけた。火事の際は真っ先に駆けつけていた、とされる。1915年（大正4年）5月19日に隠居した。1929年（昭和4年）地元消防団の近代化（機械式ポンプ導入など）への貢献が認められ、大日本消防協会高知県代議員となり、のちに副会長を務める。
1930年（昭和5年）夏に再び東京に移り、1934年（昭和9年）民生産業（日本ヂイゼル株式会社）の設立に参加して設立後は営業部長を務めた。ドイツのクルップ/ユンカースと提携して、自動車産業で活動した。1942年（昭和17年）安達工業事務所長に就任。また竹中工具製作所の相談役でもあった。終戦と同時に退職し以後は仏像研究で余生を送った。
1966年（昭和41年）2月25日 に死去、79歳。死亡時、東京の新聞では「空の男爵七十九才で逝く　国産第一号機を製作」と報じられた。墓所は宿毛の東福寺山にある。

## 栄典
- 1900年（明治33年）5月9日 - 男爵[3]

## 日本航空協会の創設
国民の航空に対する関心を深める必要を痛感した伊賀は、日本における航空協会の創設を計画した。1910年（明治43年）には自宅を事務所として日本飛行機協会を立ち上げたが、当時はまだ飛行機の認知度も低く活動は困難を極めた。しかし彼の努力が報いられて、会長、副会長に当時の一流人物である大隈重信、阪谷芳郎がそれぞれ就任すると、会員数は急増し、事務所は東京の日比谷にまで進出した。
日本飛行機協会は、のちに帝国飛行協会と合併して、現在の日本航空協会となった。

## その他
1914年、林有造を社長とし、藤田昌世を技師長とした予土水産会社が創立された。氏広もこれに参加し、同社は宿毛湾の丸島付近の海で真円真珠生産に成功した。

## 参考資料
- 『高知県人名事典』高知市民図書館、1970年。
- 霞会館華族家系大成編輯委員会『平成新修旧華族家系大成 上巻』霞会館、1996年。

| 日本の爵位 | 日本の爵位                      | 日本の爵位    |
| ---------- | ------------------------------- | ------------- |
| 先代 叙爵  | 男爵 伊賀家初代 1900年 - 1915年 | 次代 伊賀氏英 |